# Wianka van Dorp
Pour les articles homonymes, voir Dorp.
Wianka van Dorp est une rameuse néerlandaise, née le 1er décembre 1987.

## Palmarès

### Championnats du monde
- 2011, à Bled ( Slovénie)
  -  Médaille de bronze en Quatre de pointe

### Championnats d'Europe
- 2016, à Brandebourg-sur-la-Havel ( Allemagne)
  -  Médaille d'argent en Huit
- 2015, à Poznań ( Pologne)
  -  Médaille d'argent en Huit